# Fritz Lüddecke
Fritz Lüddecke (Brakel, 23 de febrero de 1920 - Wilkowischken, 10 de agosto de 1944) fue un as de la aviación de la Luftwaffe alemán durante la Segunda Guerra Mundial. Su registro de victoria alcanza las 51 en más de 600 misiones, incluyendo 150 misiones de cazabombarderos en todo el Frente del Este.
El 10 de agosto de 1944 fue derribado cerca de Wilkowischken, y murió cuando su avión explotó mientras intentaba un aterrizaje de emergencia. Recibió la Cruz de Caballero de la Cruz de Hierro de manera póstuma por su valentía extrema en el campo de batalla o por su exitoso liderazgo militar.